# Huszár

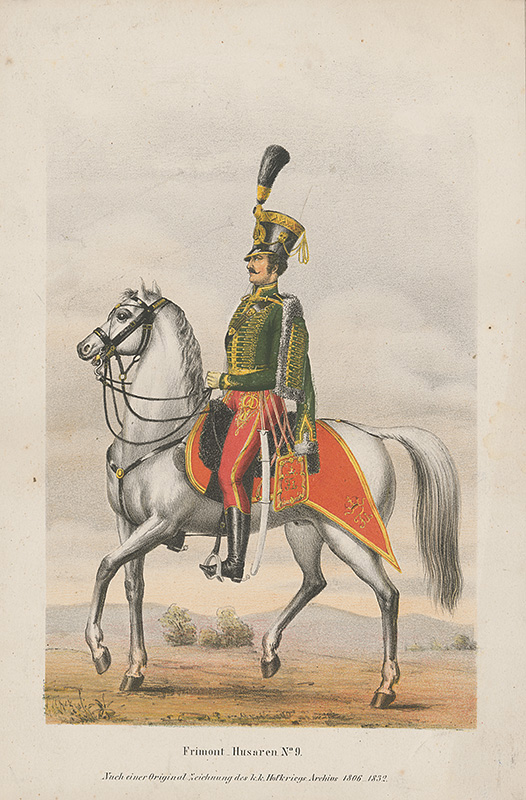
Magyar Frimont huszár. A 9. huszárezred parancsnoka 1806-1831 között Frimont János volt, litográfia

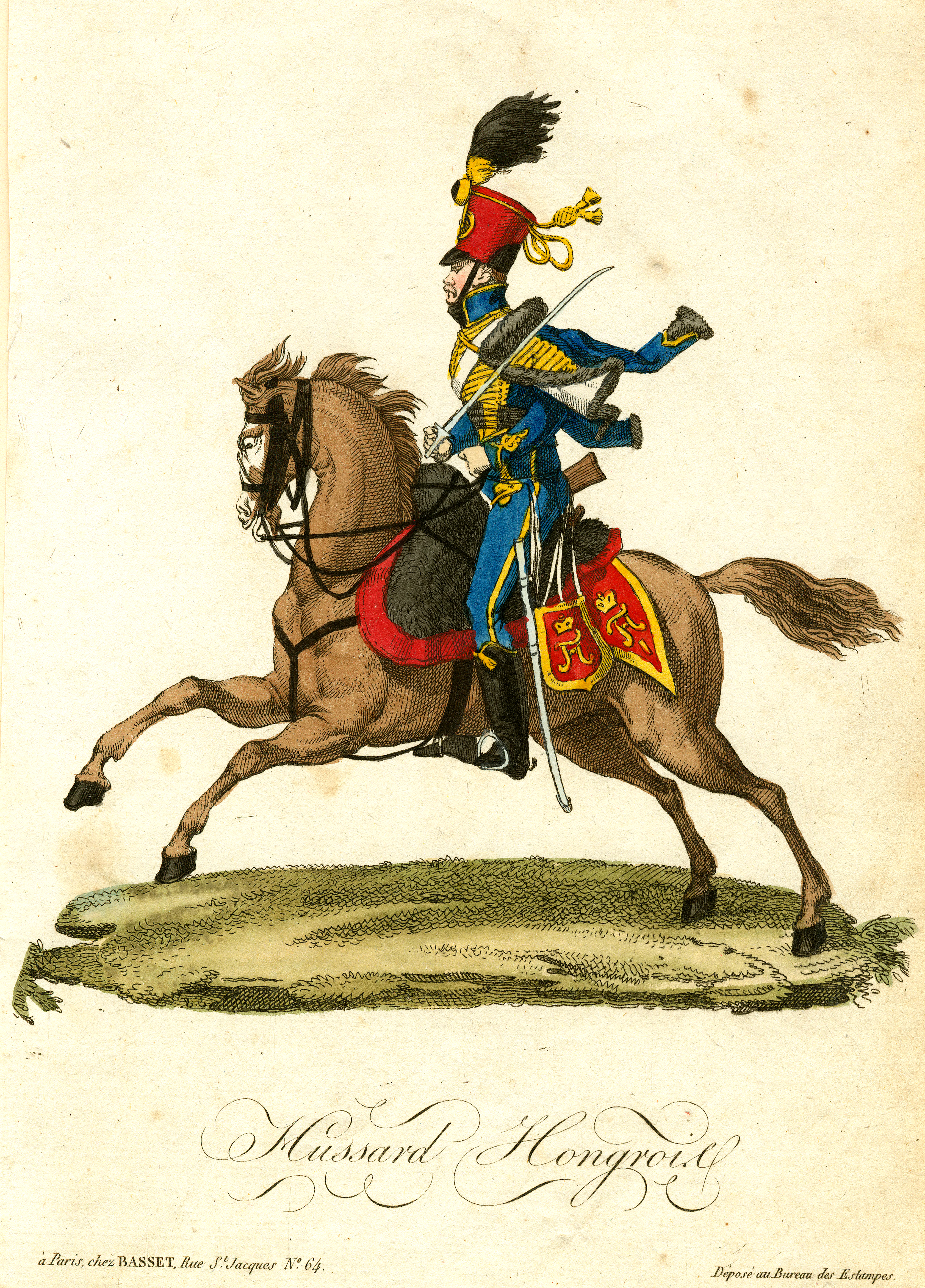
Magyar huszár 1830 körül

A huszár (lengyelül: huzar, németül: Husar, olaszul: ussaro) a 15. században Magyarországon kialakult könnyűlovassági fegyvernem katonája. A könnyű fegyverzetű huszárok a pajzsosok alkotta biztonsági gyűrűből kitörve elsőként csaptak rá az ellenségre, állandóan nyugtalanították azt, de a nagyobb ellenséges erő elől kitértek, a nehézlovasság mögé húzódtak, amint azonban a támadásra újból kedvezővé vált a pillanat, ismét előretörtek.

## A szó eredete

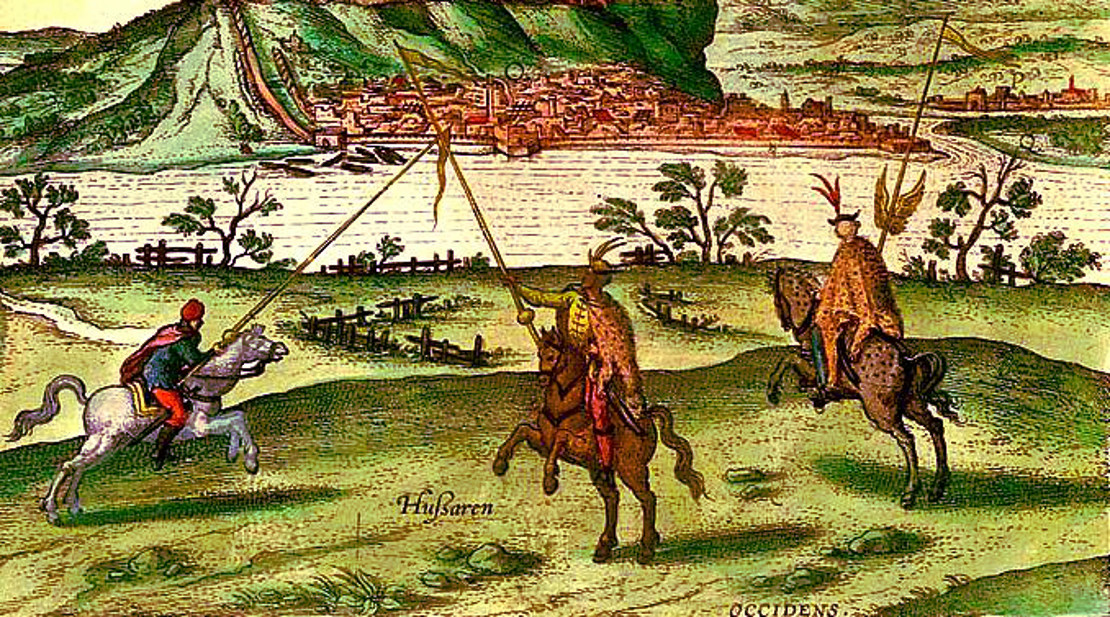
Középkori huszárok csatája, Hoefnagel Esztergomról készített metszetének részlete, 1595

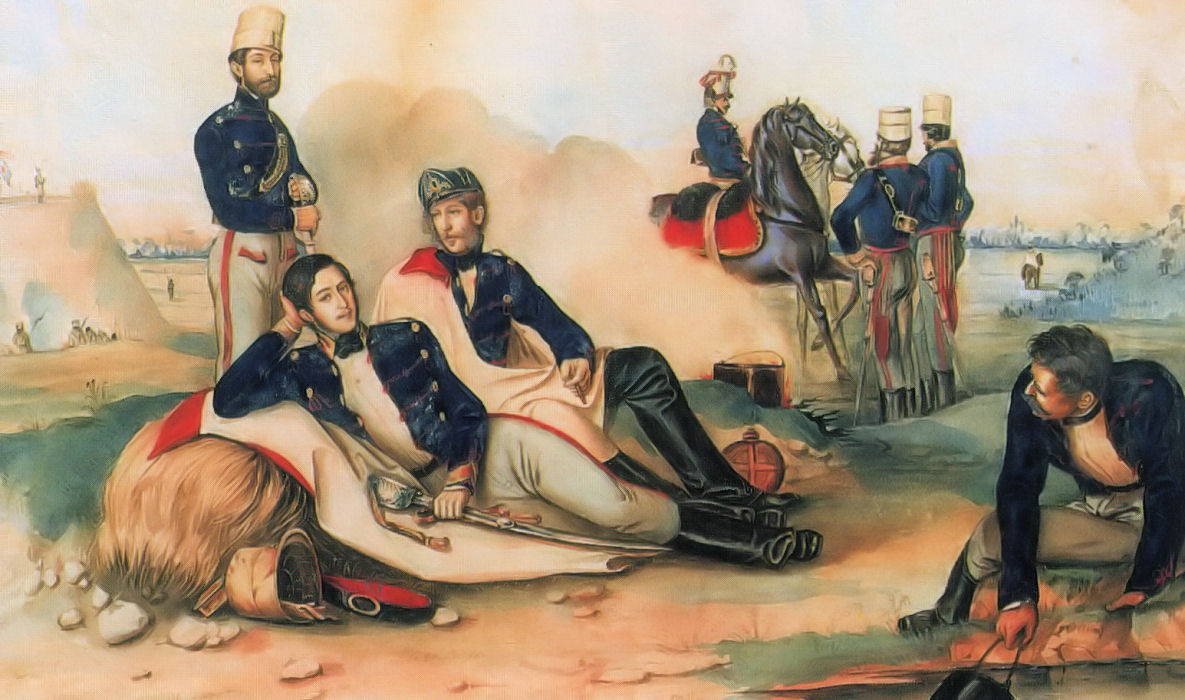
Than Mór: Pihenő Károlyi-huszárok

A huszár szó szerb-horvát eredetű, eredeti jelentése „rabló”; alapszava, a husa jelentése rablás, rajtaütés, rablótámadás. Ettől eltérően Magyarországon népszerűvé vált az a szómagyarázat, miszerint a husz (húsz) szóból származik, mivel (Corvinus) Mátyás király elrendelte, hogy húsz-húsz jobbágytelek után egy katona állíttassék a király seregéhez, ezt azonban a nyelvészek tévesnek tartják.
1403-ban kelt latin nyelvű okmány említ egy huszár kapitányt, továbbá egy valószínűleg a 15. század elején írt okmány egy Imre Huszár nevű egyént, és végül egy 1449-ben kelt okmány magyar huszárt említ. Mátyás király egy 1481-ben írt latin levelében a fekete seregén belüli könnyűlovasságot már huszároknak (hussarones) nevezi („equites levis armaturae, quos hussarones appellamus” magyarul „könnyű fegyverzetű lovasok, akiket huszároknak nevezünk”).

## A magyar huszár története
A középkori magyar írott források lekicsinylően, lenézően szóltak általában a könnyűlovasságról és a huszárságról, a csaták során pedig a nehézlovasságot, a lovagok erényeit, kitartását, bátorságát, képzettségét és eredményeit dicsőítették, ami nem csoda mivel a magyar nemesség kizárólag nehézlovasságban szolgálta az uralkodót, a késő-középkori Magyarországon a könnyűlovasságot szinte kizárólag a jász és kun etnikum jelentette csak.
A huszárok legkorábbi említésükkor, a 14. század végi forrásokban többnyire délszláv eredetű, török módon harcoló könnyűlovasokat jelentettek. 1432-ben, illetve 1449-ben még végvidéki rablóknak, a latin nyelvű szövegekben malefactornak, praedatornak nevezték őket, de a délszlávoknál a török elleni harcokban már ekkor is komoly szerepet kaptak.
Mozgékony, könnyű csontozatú arabs vagy magyar lovon küzdöttek, törökös öltözetet, zsinóros mentét, szűk lovaglónadrágot viseltek. Legfontosabb szerepük az irreguláris harcban, a portyázásokban, lesvetésben, a biztosításban és
felderítésben volt, de a nyílt csatákban is megállták a helyüket. A török szpáhihoz hasonló, nem egészen könnyű fegyverzetük volt. Könnyű „huszársisakkal”, tárcsapajzzsal, esetenként könnyű mellvérttel, fő fegyverként szablyával, gyakran kopjával, majd később karabéllyal harcoltak.

### Mátyás király huszárjai
Szerbia bukása után a Magyarországra menekült szerb urak birtokokat kaptak a déli határok védelme érdekében, valamint szintén anyagi támogatást könnyűlovasságuk fenntartásához. Ez képezte a rác huszárságot, ami később jelentős szerepet játszott Mátyás hadi vállalkozásaiban.
Mátyás korában még létezett egy régebbi fajta könnyűlovasság is. Bonfini az 1477-es győri tábor leírásánál azt írta, hogy „a királynak háromféle, cseh, rác és magyar” lovassága van. A megkülönböztetés itt nem nemzetiséget, hanem a lovassági fajtát jelentette: a cseh a nehézlovasságot, a rác a huszárságot, a magyar pedig a korábbi típusú könnyűlovasságot jelentette. Ez a különbségtétel a 15. század végére megszűnt, a huszárság alatt ekkor már egyértelműen a magyar könnyűlovasságot értették.
Legvilágosabban kitűnik Mátyás lovasságának eme hármas tagolása s az egyes csoportok jelleme az 1477. osztrák hadjárat leírásánál, melyben István szepesi gróf 1000 nehéz lovassal, 500 könnyű (velites) lovassal, Kinizsi Pál cum expeditissimo equitatu, Bánffi Miklós, Zelena, Jaxith, Dóczi Péter és Imre, mint vexillationum praefecti vettek részt, ezeken kívül „caetera Nobilium ac Procerum multitudo.
Az 1473-as cseh-lengyel háborúban a sereg zömét alkotó „cataphractus et expeditus equitatus” mellett volt „expeditissimus equitatus” is, melyet Miklós boszniai király fia vezetett. Ez a lovasság tehát a Balkánról, közelebbről Boszniából jött. Ugyancsak balkáni eredetű volt az 1477-i osztrák hadjáratban Kinizsi Pál és társai vezetése alatt harcoló expeditissimus equitatus is, mely Bonfini terminológiája szerint teljesen egyértelmű a vexillationes-szel, amelyekről viszont azt mondja, hogy a rác lovasok csakis ebbe a fegyvernembe voltak beosztva. Bonfini szerint ez a legkönnyebb fegyverzetű lovasság (expeditissimus equitatus) nem tartozott a rendes (reguláris) katonasághoz, a felállításnál nem állott be a rendes hadrendbe, hanem egészen külön álló csoportokban azon kívül foglalt helyet s arra használtatott, hogy a rendes hadsereg előtt járva pusztítson, gyújtogasson, öldököljön s a polgári lakosságban félelmet keltsen.
Mátyás király huszárjai, korabeli német és olasz írók szerint: nemes ifjak és urak által vezényelt tizedeket, századokat és ezredeket képeztek, és fürge, apró, de rendkívül kitartó és edzett lovakon, másfél ember hosszúságú kopjákkal, szablyákkal és fokosokkal harcoltak. Öltözetük igen jól cserzett bőrökből készült. Sarukat viseltek, melyekre a sarkantyúkat szíjakkal csatolták fel; fejüket csúcsban végződő, orrvédő rúddal ellátott sisak, vagy pedig vastag nemezből vagy báránybőrökből készített kucsmákkal, felső testüket némelyek sodronyinggel, mások a vállra vetett báránybőrökkel bélelt, cserzett bőrökből készített rövid felső ruhával (mente) s egy e fölött viselt farkasbőrrel védték. A nyilazó magyarországi lovasokat azonban nem hívták huszárnak, hanem jászoknak. Mátyás király huszárcsapatai a jobbágytelkek után kiállított, telek-katonák, tehát nem zsoldosok, hanem földműves családok fiai voltak, s etnikailag jobbára szerb származásúak.

### A magyar huszár a 16-17. században

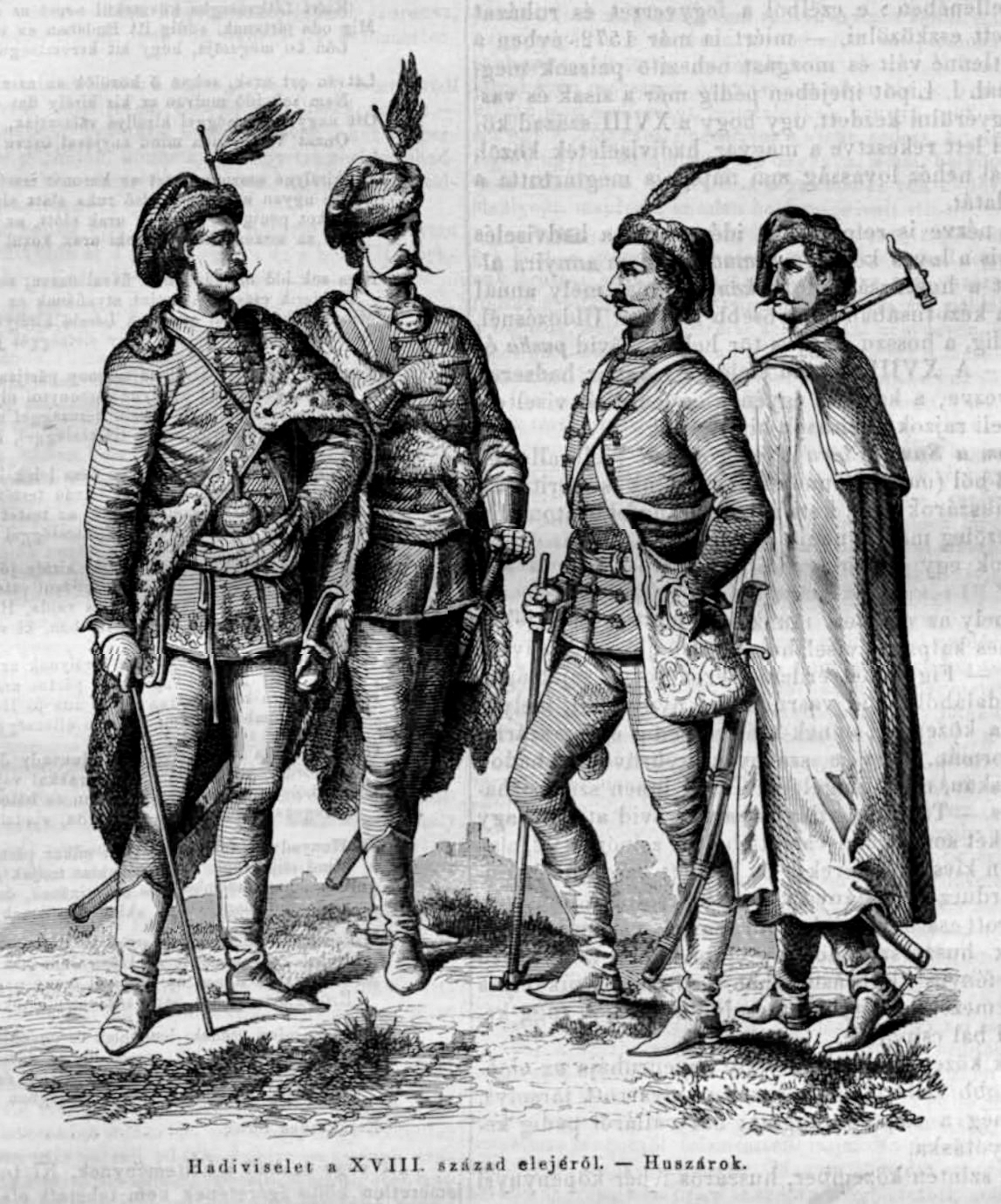
Huszárok a 18. században

A 15. század végére összetételük az eredetileg főleg délszláv elemekből vegyessé, majd főleg magyar etnikumúvá vált. Sikereik nyomán a 16. század közepétől már „magyar fegyvernemként” vált ismertté és terjedt tovább Európában, a 17-18. századra már a legjobb könnyűlovasságnak számított. Ettől kezdve egészen a 20. századig ők alkották a magyar könnyűlovasságot. 
Mátyás király állandó hadseregének II. Ulászló alatti szétzüllésekor főleg a huszárcsapatok maradtak együtt és részben a királyi és királynéi dandárokhoz, részben pedig a végekhez voltak beosztva. Már a mohácsi vész előtt a stájer rendek horvát és bosnyák zsoldosokból alakítottak lovascsapatokat a török portyázók elleni védelmükre, és e lovasok is huszároknak nevezték magukat. I. Ferdinánd király alatt jelentek meg először horvát és bosnyák zsoldosokból összeállított huszár-csapatok Németország hadszínhelyein, ahol a nép őket, nemzetiségükre való tekintettel „Kroaten”-nek nevezte. Mikor később, a schmalkaldeni háború alatt, a bécsi kormány valódi magyar huszárokat is küldött Németországba, akkor az ottani nép eleinte nem is vette észre, hogy ezek más nemzetbeli katonák, hanem csakis külsejük után ítélve, ezeket is csak horvátoknak nevezte, habár ezeket: „szelídebb erkölcsűeknek és istenfélőbbeknek” is találta, mint a horvátországi lovasokat. A schmalkaldeni háború döntő csatájában (Mühlberg mellett 1547. április 24.) már magyar huszárok is harcoltak, és ők fogták el a schmalkaldeni szövetség fejét, János Frigyes szász választófejedelmet.
A Habsburg-családból származott későbbi királyaink alatt is folytonosan harcoltak ugyan magyar huszárcsapatok a német és olaszországi hadszínhelyeken, és igen sokszor ki is tüntették magukat, csakhogy ezeket a csapatokat többnyire minden egyes hadjárat után rögtön feloszlatták, mert az akkori huszárcsapatok már nem telekkatonákból, hanem zsoldba fogadott harcosokból álltak. Ebben a korszakban ugyanis a törökök által elfoglalt vidékekről igen sok nemes és jobbágy család a magyarok által még megvédett megyékbe menekült; ezeknek a családoknak nagy része később olyan nyomorba jutott, hogy a fegyverforgatásra alkalmas férfi tagjaik – még ha nemesek voltak is – szívesen beálltak jól fizetett zsoldos katonáknak, hogy családjaik sorsán legalább egy keveset segíthessenek.

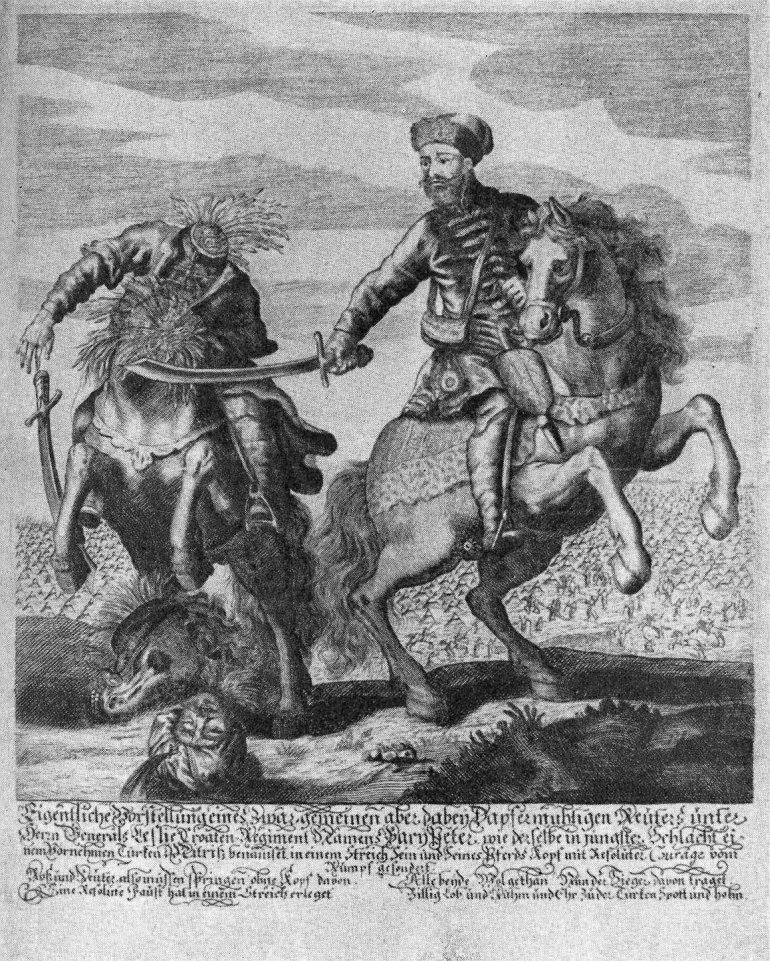
Huszárvirtus. Báry Péter erőpróbája. 1670 körül készült rézmetszet

Rudolf király alatt (1576-1608) ilyen emberekből szervezett huszárcsapatok közül különösen a Pálffy-, Forgács- és Nádasdy-féle huszár-testületek (Corps) tüntették ki magukat. A zsoldba fogadott huszárcsapatokon kívül azonban az ország is állított még folytonosan huszárokat a hazát védő seregekhez; így például 1602-ben a törökök által meg nem szállt magyarországi megyék 1000, a véghelyek (határvárak és az azokhoz tartozó uradalmak) 2000 és Erdély 3000 huszárt küldtek a király seregeihez. Míg a Habsburg-házból származó királyok a törökök elleni hadjáratokra spanyol és német katonákat – főleg gyalogosokat és nehézlovasokat hoztak hazánkba, addig, mintegy ellensúlyozásul, a német államokban és Itáliában harcoló seregeik könnyűlovasságát főleg Magyarországon, részben pedig Szlavóniában összetoborzott lovasokkal képezték; így például a breitenfeldi csatában (1631) is négy magyar és egy horvát-szlavón huszártestület harcolt Tilly seregének soraiban.
I. Lipót uralkodása alatt Montecuccoli seregében főleg telek-katonákból és fegyver alá szólított nemesi felkelőkből összeállított huszárcsapatok harcoltak a törökök ellen, s az akkori katonai írók főleg Bercsényi Miklós és Koháry huszárjait dicsérik, mint rendkívül merész és ügyes lovaskatonákat.
1688-ban I. Lipót király az 1685 óta együtt levő Czobor Ádám gróf huszárcsapatából, 3000 lovasból álló „reguláris” huszárezredet szerveztetett, amelynek parancsnokává és ezredtulajdonosává Czobor Ádám gróf tábornokot nevezte ki. I. Lipót ezen huszárezred magaviseletével mind a szerbiai, mind a rajna-melléki hadszínhelyeken annyira meg volt elégedve, hogy később még négy reguláris huszárezredet szerveztetett éspedig az Esterházy, Pálffy, Deák és Forgács nevűeket.

### A magyar huszárok a 18. században
A Rákóczi-szabadságharc alatt mind Rákóczi, mind a vele szemben álló I. József császár is felállított huszárcsapatokat részben magyar, de jobbára horvát katonákból, amelyek azonban a háború befejezése után ismét feloszlottak. Bercsényi László, Rákóczi testőrszázadosa viszont Franciaországban saját, máig fennálló huszárezredet hozhatott létre, és később megszervezte az egész francia könnyűlovasságot, eljutva a Franciaország marsallja címig.
III. Károly király uralkodása alatt a huszárezredek 10 kompániára voltak tagozva és két-két kompánia egy svadront képzett; az ilyen huszárezred állománya, a törzzsel együtt, 809 lovasból állt. E király alatt szervezték 1733-ban a báró Splényi-féle huszárezredet (1768-ban oszlatták fel), és 1734-ben a báró Havor-félét, a gróf Károlyi-félét és a báró Ghylány-félét (1768-ban oszlatták fel).

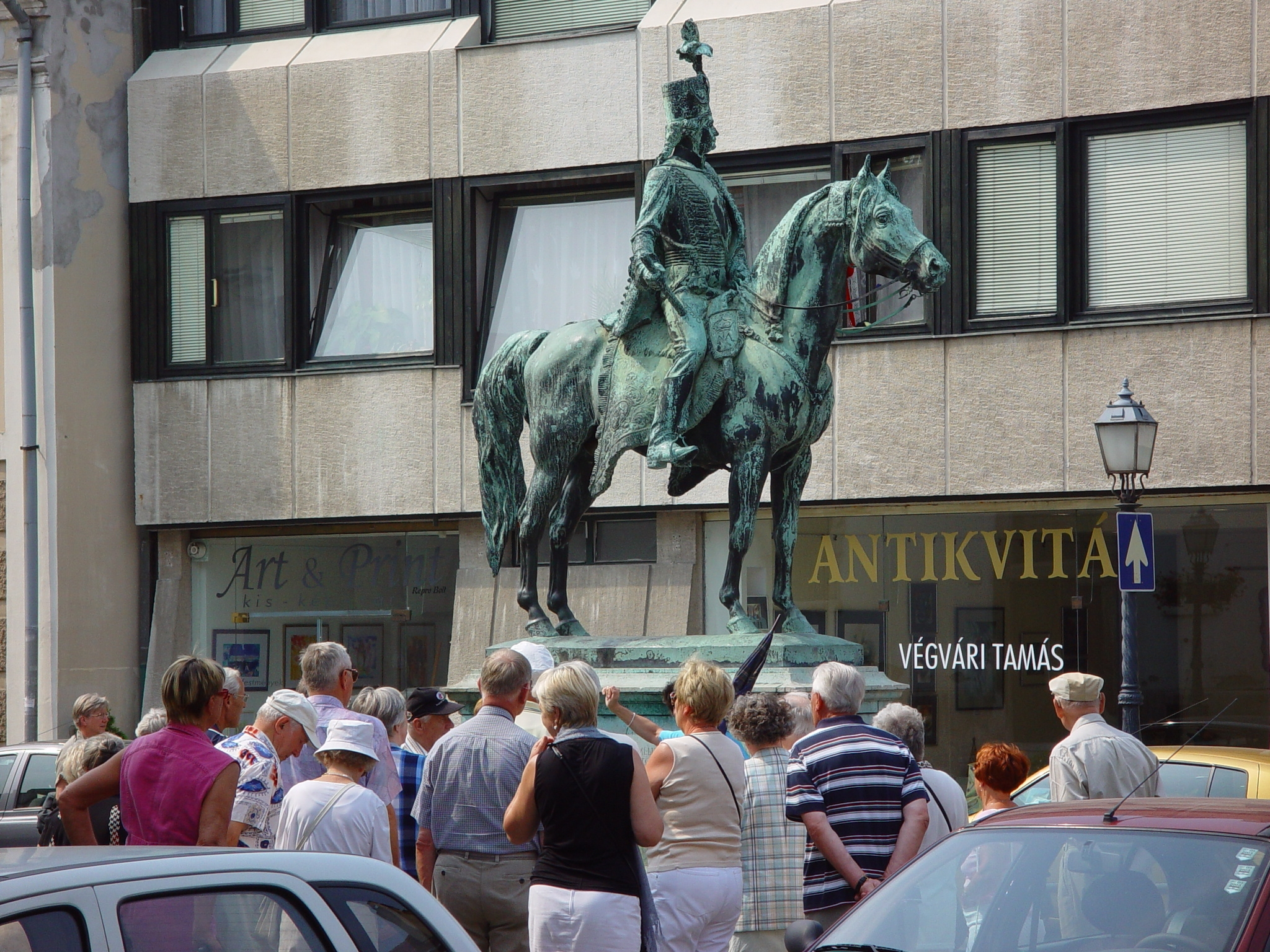
Hadik András, a történelem leghíresebb huszárának szobra a budai Várnegyedben

Mária Terézia királynő alatt is állítottak fel új huszárezredeket: 1741-ben kettőt: a gr. Beleznay-félét és a herceg Esterházy Antal-félét (1775-ben oszlatták fel), 1743-ban a gróf Kálnoky-félét, 1756-ban pedig – a 7 éves háború kitörésekor – a Jászkun huszár-ezredet (1775-ben oszlatták fel) és a Ferencz Császár-félét. Már III. Károly a magyar huszárezredeken kívül az ország déli határszélein, a határőrvidék lakosaiból 3 lovasezredet is szerveztetett: a bánsági és károlyvárosi határőrvidéki huszárezredeket; Mária Terézia 1762-ben székely határőrvidéki ezredet is állíttatott fel.
1760. szeptember 11-én Mária Terézia parancsára állították fel a „magyar királyi nemes testőrséget”. Az 1764-es rendi gyűlés a 100 fiatal nemesből álló alakulatra évenként 100 000 forintot ajánlott fel, és szabályozta, hogy a jelölteket maguk a vármegyék ajánlják. Ezen kívül, Erdély külön 20 000 forintot adott húsz testőr ellátására. Az egész gárda 120 főből állt, mindenkori kapitánya a hadsereg tábornoki karának tagja volt, és az 1765. évi VI. törvénycikk alapján felvették Magyarország zászlósurai közé. E testőrség szerepe II. József uralkodása alatt csökkent, de egész 1848-ig nagy dicsőségnek számított a tagjának lenni. Az elitalakulatban szolgáltak a híres „testőrírók” is, akik lerakták a modern magyar irodalom alapjait: Bessenyei György, Orczy Lőrinc, Gvadányi József, Dugonics András, Pálóczi Horváth Ádám.
III. Károly uralkodásától kezdve igen sok nem magyar tisztet neveztek ki a magyar huszárezredekhez. Ezek az idegenek nem ismerve a magyar harcosok sajátságos jellemét, durva, szívtelen, és bizony sokszor igazságtalan bánásmóddal annyira elkeserítették a magyar tiszteket és legényeket, hogy sok tiszt lemondása után Poroszországba ment, sok altiszt és közlegény pedig szökve ment oda, és ott a porosz király magyar mintára szervezett huszáralakulataiba álltak be. A rossz bánásmód által a császári huszároknál előidézett elégedetlenséget még az is fokozta, hogy Károly király és Mária Terézia uralkodása alatt a református katonáknak is a katonai misékre kellett kivonulniuk, ami a reformátusoknak akkori időben a rajongásig fokozott vallásfelekezeti érzelmeit annyira sértette, hogy már csak ezért is sokan szöktek át a „református király magyar huszárjaihoz”. Végül pedig sok polgári származású huszártiszt azért lépett ki a császári huszárezredekből és lépett be a porosz huszárezredekhez, mert „ott az előléptetésnél csakis a szerzett katonai érdemeket veszik tekintetbe, míg a császári seregben német, belga, írlandi és olasz grófocskák és uracskák, mielőtt még kardjukat ellenséges vérbe mártották volna, máris magasabb rangba jutnak, mint olyan magyar tisztek, akik már harminc és több évet szolgálják Őfelségét, s kiknek testén több a sebhely, mint ahány évet élt fiatal előljárójuk.”
II. József feloszlatta a déli katonai határőrvidék huszárezredeit, meghagyta azonban a székely határőrvidéki huszárezredet, amelyet csak 1851-ben alakítottak át sorhuszárezreddé. 1798-ban valamennyi akkor létező huszárezred 5. osztályaiból két új huszárezredet állítottak össze, az 5. és 7. számúakat. Ugyanakkor Wurmser altábornagy szabadcsapatából egy horvát huszárezredet szerveztek, amelyet azonban már másfél évvel későbben feloszlattak s helyette még egy magyart állítottak fel.
A huszárok részben már a 17. század vége felé, részben a 18. század elején a kopja helyett karabélyt és pisztolyokat kaptak. A 17. század végén szervezett huszárezredek 3000 lovasból álltak; e rendkívül nagyszámú lovas az ezredek vezetését rendkívül megnehezítette, ezért 1701-ben elrendelték, hogy minden huszárezred csak 1067 főből álljon, amelyek 6 svadront képeztek; minden svadron 2 századra (kompánia) volt tagolva. 1770-ben a császári és királyi (cs. és kir.) hadsereg összes lovasságánál, s így a huszároknál is a kompániákba és svadronokba való tagozás helyett a századok (Escadronen) és osztályok (Divisionen) képzése rendeltetett el; 2 század képezett 1 osztályt s az osztályokat parancsnokuk tisztsége szerint nevezték el, a századok pedig minden osztályban számokat kaptak s az osztály nevéhez illesztett számokkal neveztettek meg (p. első őrnagyi 2. század). Az osztályok és századok ezen megnevezését 1851-ben szüntették meg.
1771-ben rendelték el, hogy valamennyi lovasezred harcosai a gyalogharcra is legyenek kiképezve, holott azelőtt csakis a két „Karabinier” (lovasított lövészek) és a 11 dragonyos ezred képeztettek ki rendszeresen a gyalogharcra. A huszárok különben már a 17. század óta igen gyakran harcoltak gyalog is, ha a terep- vagy egyéb viszonyok azt szükségessé tették.
A huszárezredek sorszáma, neve, alapítási éve és ezredtulajdonosaik 1769-ig
1. sz. "Császár" – 1756 – I. Ferenc német-római császár (1769-től 2. Lovassági Ezred, 1798-tól Császári és Királyi 1. Huszárezred)
2. sz. "Pálffy" – 1688 – Pálffy János; 1741: Nádasdy Ferenc (1769-től 11. Lovassági Ezred, 1798-tól Császári és Királyi 9. Huszárezred)
3. sz. "Károlyi" – 1734 – Károlyi Sándor, 1738: Károlyi Ferenc, 1741: Mórocz Imre, 1759: Pálffy Rudolf, 1768: Hadik András (1769-től 16. Lovassági Ezred, 1798-tól Császári és Királyi 6. Huszárezred)
4. sz. "Székely" – 1742 – 1748: Kálnoky Antal (1769-től 17. Lovassági Ezred, 1798-tól Császári és Királyi 2. Huszárezred)
5. sz. "Esterházy" – 1742 – Esterházy Pál Antal, 1762: Luzsinszky Gábor (1768-ban megszűnt)
6. sz. "Déak" – 1696 – Deák Pál, 1739: Baranyay János, 1766: Carl von Nauendorf) (1769-től 30. Lovassági Ezred, 1798-tól Császári és Királyi 8. Huszárezred
7. sz. "Forgách" – 1702 – Forgách Simon, 1757: Széchenyi Antal; 1767: Ujházy Ferenc (1769-től 32. Lovassági Ezred, 1798-tól Császári és Királyi 3. Huszárezred)
8. sz. "Hávor" – 1733 – Hávor Miklós; 1744 Dessewffy József, 1768: Ujházy Ferdinánd (1769-től 34. Lovassági Ezred, 1798-tól Császári és Királyi 4. Huszárezred)
9. sz. "Beleznay" – 1741 – Beleznay János, 1754: Mórocz Imre, 1759: Bethlen József (1769-től 35. Lovassági Ezred, 1798-tól Császári és Királyi 10. Huszárezred)
10. sz. "Nádor" – 1756 – Batthyány Lajos; 1765: Török András (1769-től 36. Lovassági Ezred – 1775-ben megszűnt)
11. sz. "Splényi"- 1733 – Splényi Gábor; 1762: Esterházy Imre (1768-ban megszűnt)
12. sz. "Ghillányi" – 1734 – Ghillányi János, 1753: Hadik András (1768-ban megszűnt)

### 19. századi magyar huszárság
Az 1800. évi inszurrekció, a nemesi felkelés alkalmával a jász-kunok által kiállított nemesek lovasezredét a felkelő sereg feloszlatásakor reguláris huszárezreddé alakították át, azzal a megjegyzéssel, hogy ezen, a jász-kunok területén toborzott legénységgel kiegészítendő huszárezrednek tulajdonosa mindig a nádor lesz (Nádor-Huszár) és ez így is volt 1850-ig. 1800-1859-ig a huszárezredek számát nem szaporították; időközben (1848) szerveztek ugyan egy horvát huszárezredet (Banderiális huszárezred), amelyet azonban 1851 elején ismét feloszlattak és keretével egy dzsidásezredet szerveztek. 1859-ben és 1866-ban magyarországi önkéntesekből állították fel a 13-16. számú huszárezredet.
Az Osztrák–Magyar Monarchia közös hadseregének huszárezredei békében 2 osztályból (1. és 2.), egy-egy osztály 3 századból (1.-6.), egy pótkeretből és egy utász-szakaszból álltak. Mozgósításkor minden ezred még 2 törzsszakaszt és egy tartalék-századot állított fel, a pótkeretet pedig pótszázaddá egészítették ki. Háborúban – a tiszteket is beleszámítva – 150 lovasított és 21 nem lovasított ember képezett egy-egy tábori, azaz a hadszínhelyre vonuló századot. A huszárság lovassági karddal és ezenkívül az altisztek és a törzsszakaszok legénysége forgópisztollyal (30 tölténnyel), a többi legénység pedig hátultöltő karabéllyal (50 tölténnyel) volt felfegyverezve. Az utász-szakasz utászszerszámokat és robbanószereket vitt magával. A huszárezredek tisztikarait részint a bécsújhelyi katonai akadémiából kilépőkkel, részint a morva-fehértemplomi (Mährisch-Weisskirchen, Hranice na Moravě) hadapródiskolában kiképzett hadapródok előléptetésével egészítették ki.

## Huszárok más országokban

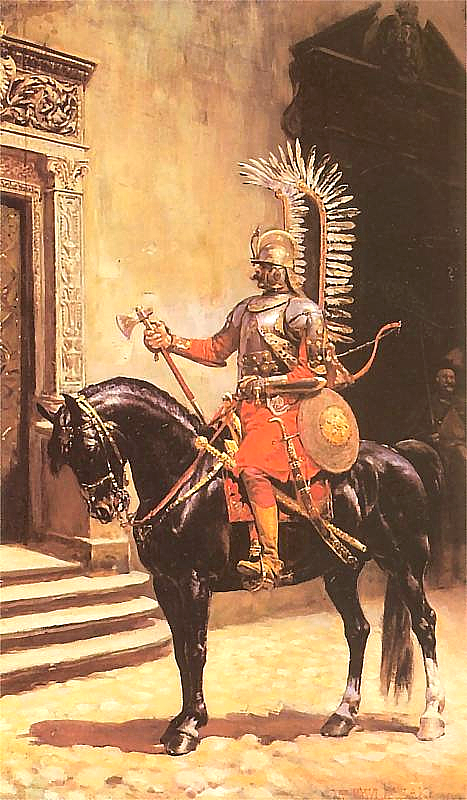
Lengyel „szárnyas” huszár

### Lengyelország
Már a 16. században Báthory István lengyel király Lengyelországban is szervezett egy huszárcsapatot, amely azonban inkább testőrségnek volt mondható, mert csakis lengyel főnemesek fiait vették fel abba, akik tetőtől-talpig keleti mód szerint vértezetten, nehéz lovakon, súlyos lándzsákkal harcoltak; minden egyes úri lovast négy könnyű lovas (pacholek) kísért a harctérre.

### Oroszország
A lengyelhez hasonló lovasságot szervezett IV. Iván orosz cár is, ezeket a lovasokat „guszári”-knak nevezte. Ezek a nehézlovasságként szervezett és alkalmazott csapatok csakis I. Péter cár alatt vetették le a nehéz vérteket, s harcoltak könnyűlovas harcmodorral. Péter cár szolgálatába szegődött egy Magyarországról származó montenegrói katona, Jovan Albanez, aki megszervezte az oroszországi Szerb huszárezredet, amely több mint ötven évig létezett az orosz hadseregben.

### Nyugat-Európa

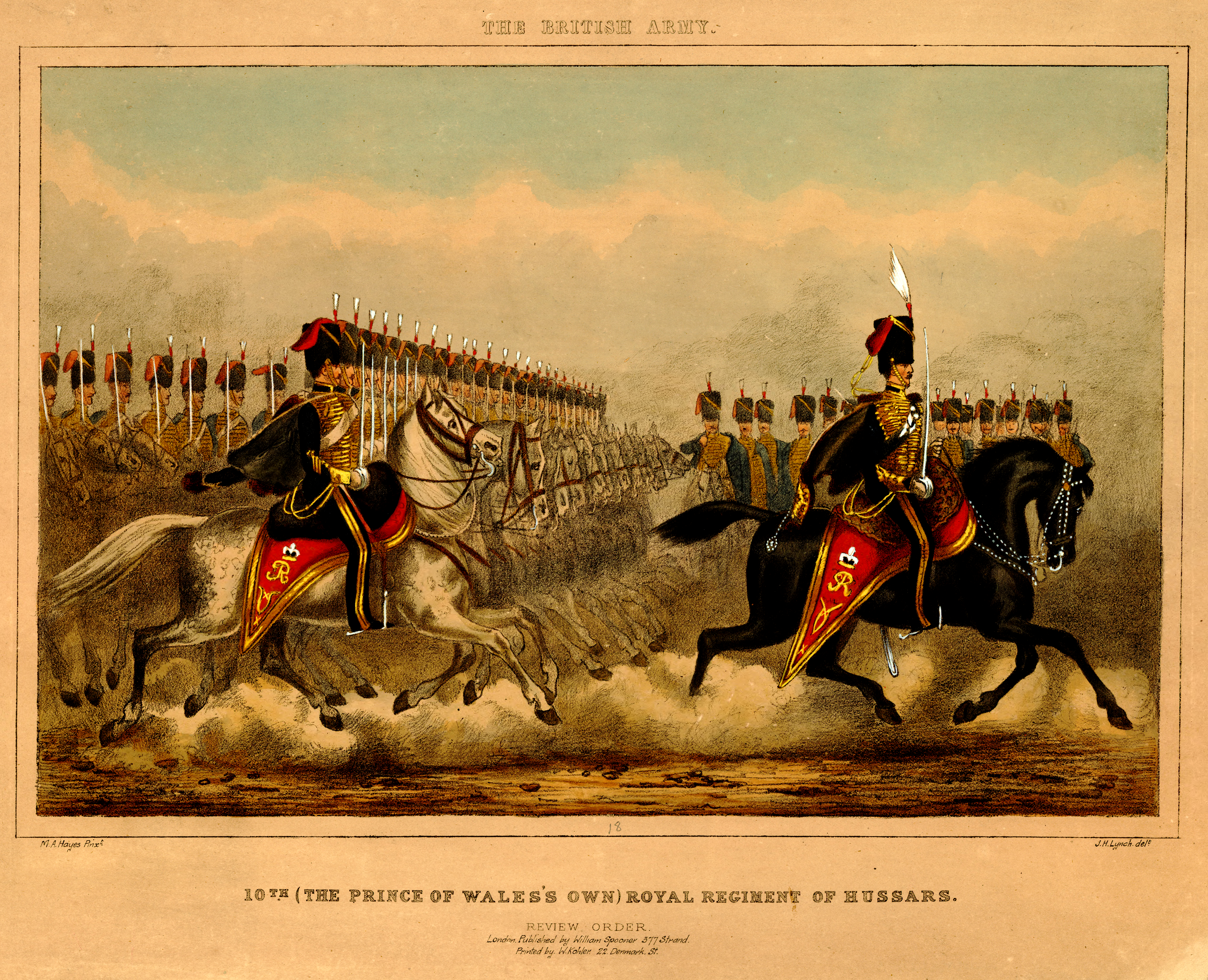
Brit királyi huszár regiment, 1850

Thököly szerencsecsillagának letűnése után seregének bizonyos részei külföldre menekültek; több magyar huszár Franciaországba vetődött, ahol a tiszteket szívesen osztották be a francia könnyűlovassághoz, sok közlegény pedig, éppúgy mint a pfalzi háború alatt hadifogságba jutott „császári” huszárok közül is többen a francia lovassági tiszteknek lovászai lettek; e katonás, a francia tisztek által igen becsületes, teljesen megbízható és rendkívül jó lovasoknak mondott emberek a magyar huszárokat különben is már a hadszínhelyeken való működésükből ismerő luxemburgi hercegnek, francia tábornagynak annyira megtetszettek, hogy közülük 200-at zsoldba fogadott, és ezekhez magyar tiszteket osztott be, két századból álló huszársvadront szerveztetett, amely svadront azonban már 1692-ben csupa magyarokból összeállított, 6 századra tagozott, huszárezreddé alakították át. Ezt az ezredet a hadjárat befejezése után feloszlatták, de Villars tábornagy rendeletére már 1703-ban, a spanyol örökösödési háború során ismét felállították. A francia huszárság és az első francia huszárezredet (Bercheny) Bercsényi László alapította meg, Bercsényi Miklós kuruc vezér fia.
A szatmári béke (1711) után sok magyar kuruc külföldre menekült, és ott, főleg Poroszországban, Bajorországban és Franciaországban hadi szolgálatba léptek. Ezek a kurucok szervezték az első porosz és bajor huszárcsapatokat és velük állították fel Franciaországban a második huszárezredet. A Mária Terézia uralkodása ideje alatt vívott háborúk alatt a porosz huszárok is már majdnem olyan nagy hírnevet vívtak ki maguknak, mint a magyar huszárok; viszont Hans Joachim von Zieten híres huszárjainak 60-70%-a nem német, hanem magyar lovas volt. A szatmári béke után magyarokkal szervezett huszárezredek legénysége ugyanis az évek során nemhogy kisebbedett volna, hanem inkább folytonosan nagyobb lett, mert a császári-királyi huszárezredekből folytonosan léptek át magyar tisztek és legények a porosz huszárezredekhez. A német hadsereg híres volt magyar huszárairól, akik Nagy Frigyes idején emigráltak porosz területre.

### Itália
Az Itália egyesítéséért vívott 1859-es szárd–francia–osztrák háborúban II. Viktor Emánuel szárd–piemonti király Bethlen Gergely grófot, az 1848–49-es szabadságharc honvéd huszárezredesét bízta meg azzal, hogy magyar lovasokból huszárezredet (Usseri di Piacenza) szervezzen; 1860-ban pedig Garibaldi seregében magyarokból két huszárszázadot alakított, akik főleg a Capua alatt vívott döntő csata alatt tüntették ki magukat.

## Híres huszárok
- Hadik András tábornagy
- Mecséry Dániel
- Huszár Péter
- Simonyi József ezredes (ismertebb nevén „Simonyi óbester”)
- Fráter Loránd gróf, huszárkapitány, a híres „nótáskapitány”
- Kováts Mihály, az „amerikai lovasság atyja”, híres magyar huszár.
- Bercsényi László Ignác gróf, II. Rákóczi Ferenc testőrségének századosa, majd Franciaország marsallja.
- Zsebeházi István, Kossuth Lajos huszárkapitánya[12]
- Skultéty László (1738-1831) a leghosszabb ideig szolgáló magyar huszár (81 év katonai szolgálat után szerelték le, halála előtt pár hónappal).[13]